# Saloio
Saloio (m.) o saloia (f.), pronunciación en portugués: /sɐˈloju, -ɐ/, es un adjetivo del idioma portugués, frecuentemente traducido al español como 'pueblerino, provinciano, del campo' (en contraposición a la ciudad), pero que se refiere particularmente a las personas que viven a las afueras del área metropolitana de Lisboa. A veces se ha usado en un sentido despectivo, pero el término ha sido apropiado por los propios saloios. 
Por lo tanto, la «región saloia» comprende varios municipios a las afueras de Lisboa, en la riba norte del Tajo. Incluye los concelhos de Alenquer, Amadora, Arruda dos Vinhos, Cadaval, Loures, Mafra, Odivelas, Sintra, Sobral de Monte Agraço y Torres Vedras, aunque los límites de la región son discutibles. Dicho de otra manera, la comarca saloia corresponde a la parte norte de la antigua provincia de Estremadura, desde Lisboa en el sur, hasta Leiría en el norte. 

## Etimología
Diversas etimologías se han propuesto para «saloio, -a», aunque prevalece la idea de que deriva del árabe, puesto que tras la Reconquista fue un área habitada por moros. Numerosos autores como David Lopes o Gustavo de Matos Sequeira señalan que efectivamente el çalaio o çaloio era un tributo que pagaba el pan horneado para la Corte y el Patriarcado de Lisboa, el cual era traído desde la región saloia «en burros y dentro de alforja». José Pedro Machado en su Dicionário Etimológico da Língua Portuguesa (1922) dice que posiblemente provenga del árabe صحراوي ṣahroí, 'habitante del desierto' (misma etim. que Sáhara). Para Rafael Bluteau, çaloio era el nombre que se daba a los moros de la secta çalá, en cambio para Fr. João de Sousa propone que proviene de صلاة salah 'oración' o 'rezo'.
Cuando el Reino de Portugal conquistó la región en 1147, el delta del Tajo estaba densamente habitada por población mora y mozárabe. Por ello, todas las teorías apuntan a un origen morisco, que se refuerzan, además, en la gran cantidad de topónimos árabes en la región.

## Historia

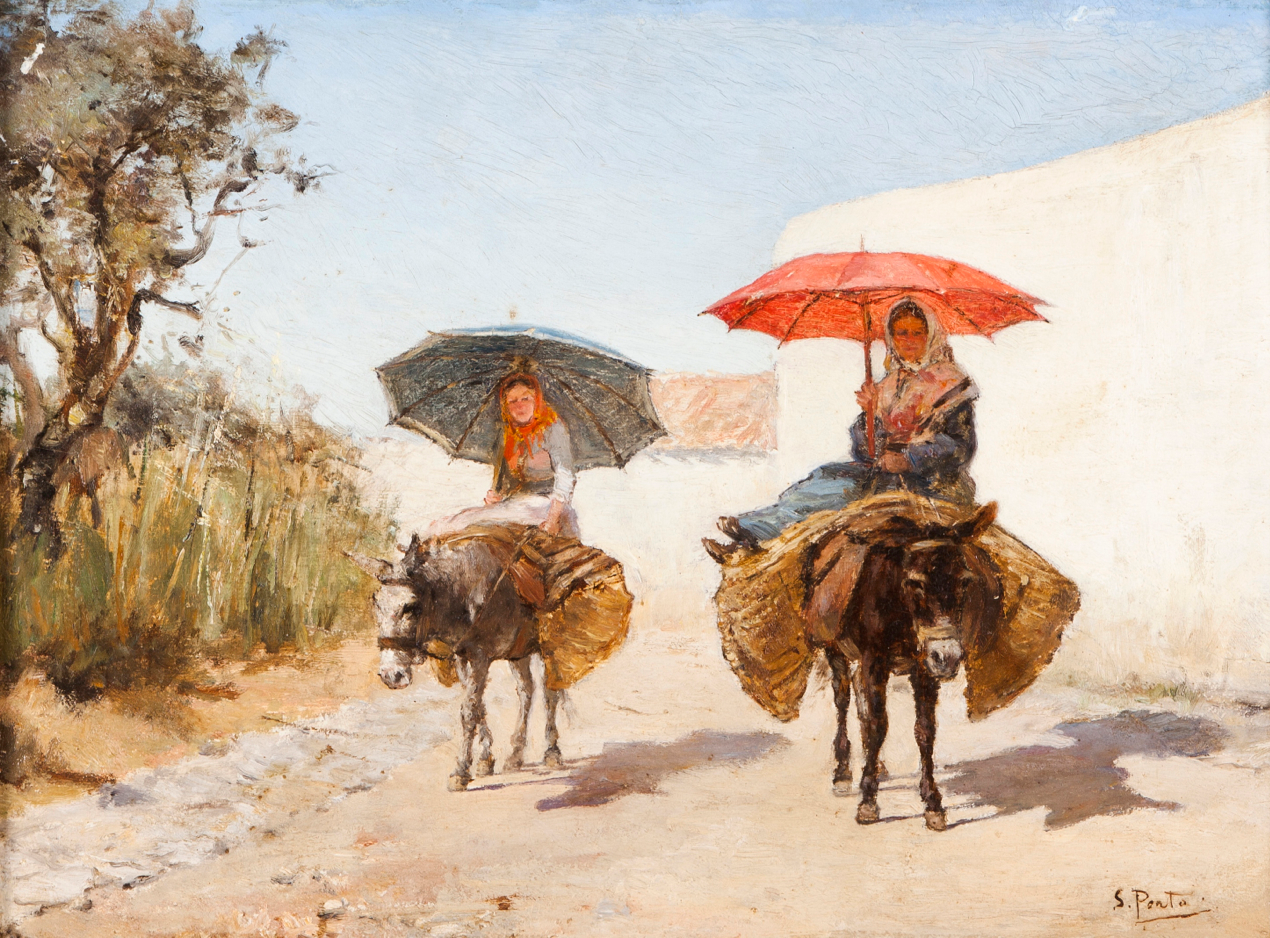
Saloias, por António da Silva Porto (1850-1893)

Hasta finales del siglo XX, sus habitantes vivían de la agricultura de huerta principalmente, así como del comercio de productos agrícolas en los mercados de la capital. Actualmente (2018), el mercado que más carne provee a la capital, la Feira da Malveira, se encuentra en esta región. Las mujeres a menudo se dedicaban a servir como criadas o lavanderas de las familias adineradas de Lisboa. De aquellos tiempos en que muchos pueblos se llenaban de ropa secándose al sol, surgió el término Aldeia da Roupa Branca, que se convirtió en el título de una película de los años 30 del siglo XX sobre esta región.
Con excelentes productos agrícolas (frutas, verduras, conejo, aves, huevos, queso, caza), esta zona también ha desarrollado una muy variada y rica cocina, especialmente recetas de conejo, aves y cerdo. El queso fresco sigue siendo muy popular hoy en día en todo el país. La forma de vestir también era muy singular, incluyendo el chaleco y la gorra que hasta hace unos años todavía usaban las personas mayores en algunos de estos pueblos.
El origen de estos habitantes del distrito de Lisboa es discutible, actualmente se acepta que tuvieron su origen en las comunidades moriscas que, dejando la ciudad de Lisboa por las zonas rurales tras la Reconquista cristiana (1147) por D. Afonso Henriques, se dedicaron a la agricultura y la pequeña empresa. Actualmente, la región saloia está bastante poco caracterizada, con algunos municipios que abandonan la ruralidad del pasado y se convierten en áreas urbanas, como Amadora, Odivelas y partes significativas de Loures, Sintra, Mafra y Torres Vedras. Las tradiciones y formas de vida tradicionales se han perdido en el pasado reciente y los saloios actuales (especialmente las nuevas generaciones) no son diferentes de la gente de Lisboa, ni de los habitantes de Oeiras y Cascais.